# Снайперська вулиця (Київ)
Сна́йперська ву́лиця — вулиця в Голосіївському районі міста Києва, місцевість Добрий Шлях. Пролягає від вулиці Цимбалів Яр до вулиці Максима Рильського.
Прилучаються вулиці Листопадна, Чумацька, Горяна і Добрий Шлях.

## Історія
Вулиця виникла в першій половині XX століття під назвою 200-та Нова. Сучасна назва — з 1944 року.